# Hexatoma fasciata
Hexatoma fasciata är en tvåvingeart som först beskrevs av Guérin-Méneville 1831.  Hexatoma fasciata ingår i släktet Hexatoma och familjen småharkrankar. Inga underarter finns listade i Catalogue of Life.